# Das Christ-Elflein
Das Christ-Elflein (Das Christelflein) är en opera i två akter med musik av Hans Pfitzner och libretto av Ilse von Stach.

## Historia
Innan Pfitzner reviderade Das Christ-Elflein till en opera var det ett litet julspel som hade premiär den 11 december 1906 i München med Felix Mottl som dirigent.
Sommaren 1917 reviderade Pfitzner verket till en opera i två akter. Han förkortade von Stachs text och gjorde om några av talrollerna och de stumma rollerna till sångpartier. Den reviderade versionen hade premiär den 11 december 1917 i Dresden med Fritz Reiner som dirigent och Richard Tauber i rollen som Frieder.

## Personer
- Christ-Elflein, den lille julalfen (sopran)
- Das Christkindchen, Jesusbarnet (sopran)
- Tannengreis, "Julgranen", julalfens vän (bas)
- Riddar Ruprecht, Rupert knekt (bas)
- Herr von Gumpach (baryton)
- Frieder, hans son (tenor)
- Franz, Gumpachs tjänare (bas)
- Jochen, Gumpachs tjänare (tenor)
- Trautchen, Frieders syster (talroll)
- Byläkaren (talroll)
- Frau von Gumpach, Frieder och Trauchtens moder (stumma roller)
- Sankte Per (talroll)

## Handling
Den lille julalfen vill gärna besöka människornas värld, och Jesusbarnet tar honom med. På julafton kommer de till ett hus där Jesusbarnet skall hämta den sjukliga lilla Trautchen upp till himlen. Alfen erbjuder sin själ i stället och svävar upp till himlen med Jesusbarnet.